# Thomas Wakley

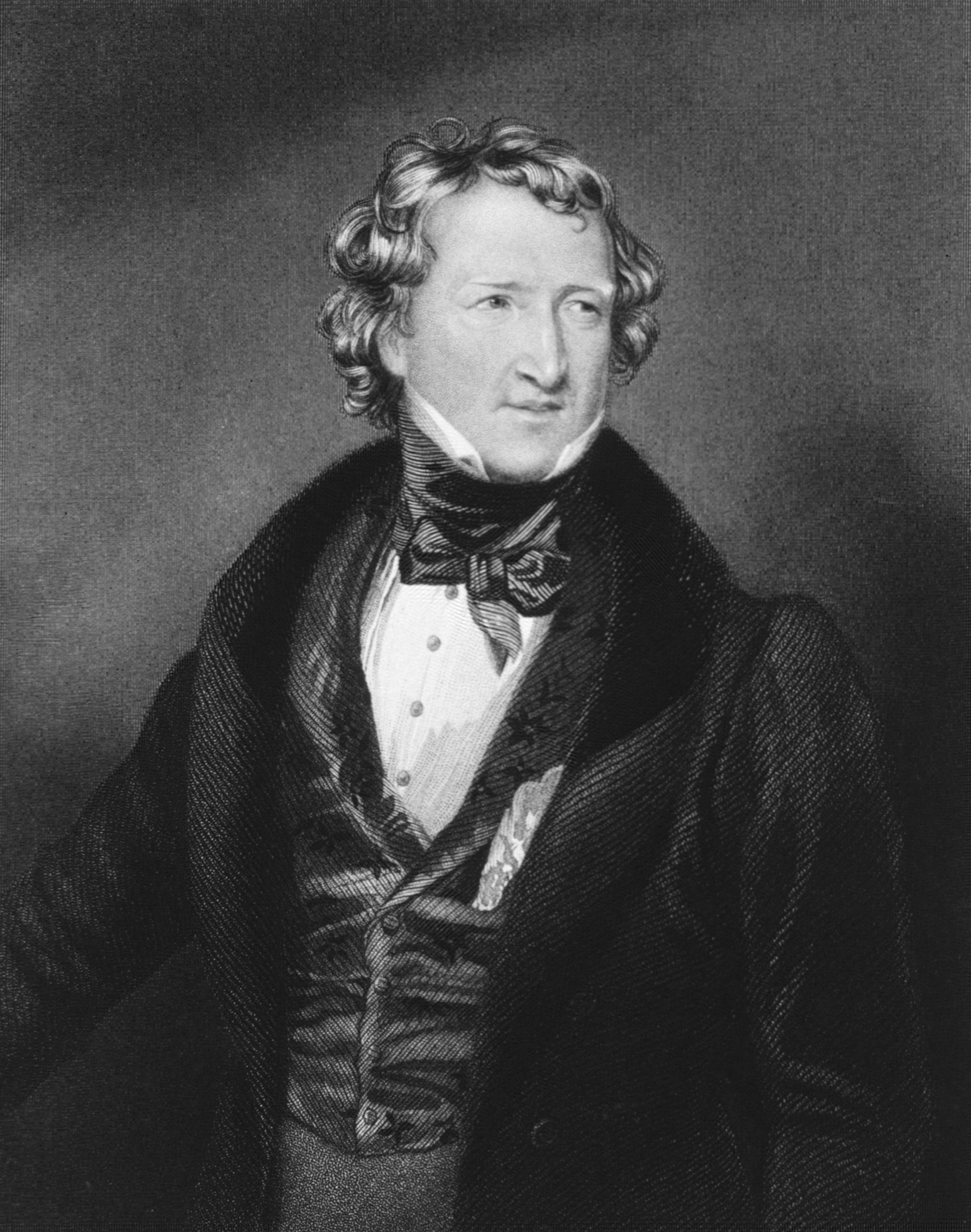
Thomas Wakley, um 1830

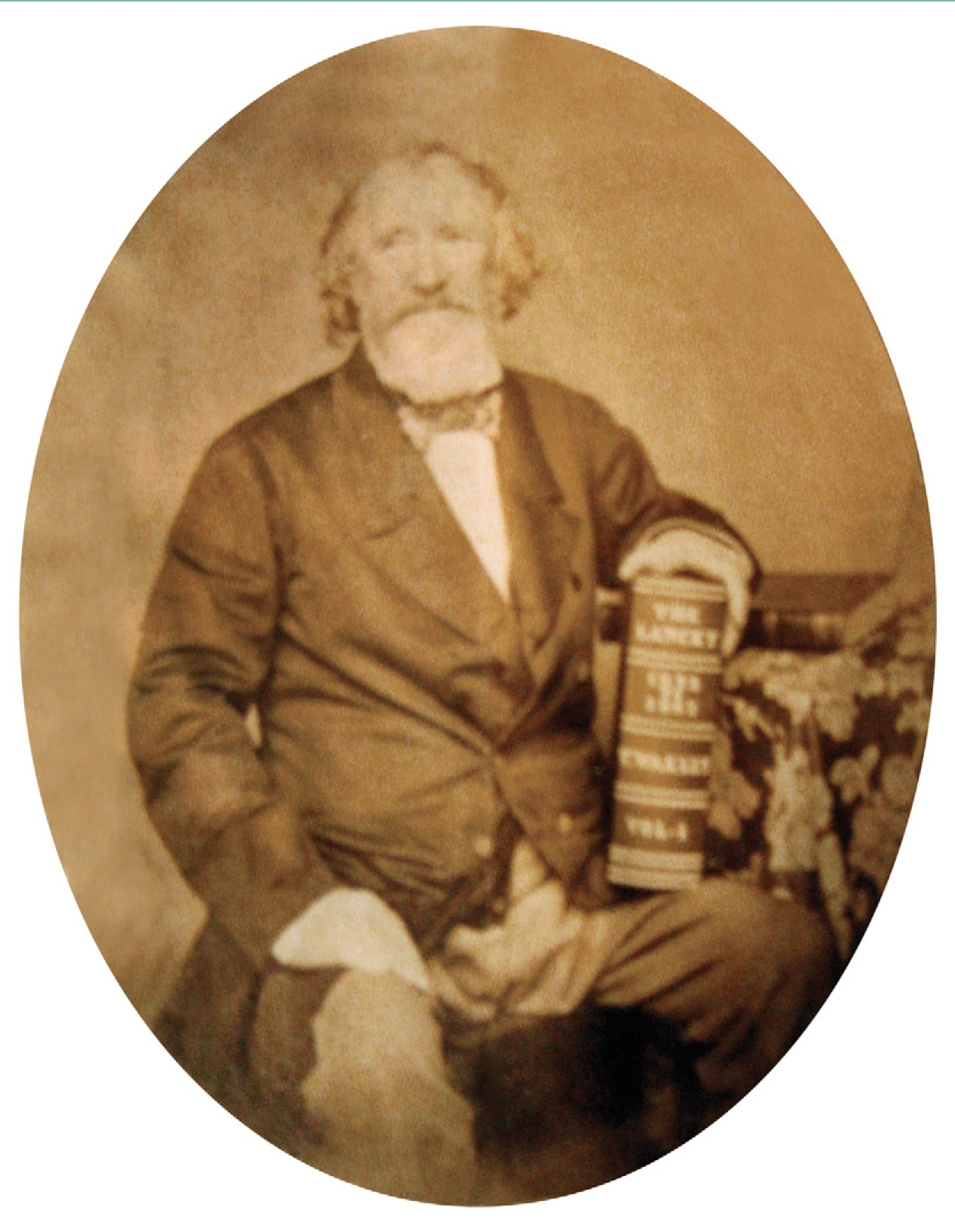
Thomas Wakley, wahrscheinlich 1862

Thomas Wakley (Wakeley) (* 11. Juli 1795 in Membury, Devon, England; † 16. Mai 1862 auf Madeira) war ein britischer Arzt und radikaler Politiker.

## Biografie
Nach dem Schulbesuch begann er ein Studium der Chirurgie in London und nahm dort nach Beendigung des Studiums 1817 eine Tätigkeit als Arzt auf. Nach der Cato-Street-Verschwörung brannte im August 1820 Wakleys Haus und Praxis in der Argyll Street ab, der Grund für die Brandstiftung wurde kontrovers diskutiert. In der Folge gab Wakley die ärztliche Tätigkeit auf. 1823 begründete er The Lancet, eine der ältesten medizinischen Fachzeitschriften der Welt. Als erster Herausgeber dieser wöchentlich erscheinenden Zeitschrift prangerte er Missstände in der damaligen medizinischen Praxis sowie am Royal College of Surgeons an.
1835 wurde er Mitglied des Unterhauses (House of Commons) und vertrat in diesem bis 1852 den Wahlkreis Finsbury. Nachdem er 1839 Rechtsmediziner (Coroner) wurde, setzte er sich auch für Reformen auf dem Gebiet der Rechtsmedizin ein. Zuletzt stellte er Forderungen gegen das Panschen bei Lebensmitteln auf, die 1860 zu einer Änderung des Nahrungsmittel- und Getränkegesetzes (Drink and Food Act) führten. Die wissenschaftlichen Grundlagen hierfür erforschte Arthur Hill Hassall, mit dem Wakley eng zusammenarbeitete.
Wakley war mit Elizabeth Goodchild († 1857) verheiratet. Das Paar hatte drei Söhne, Thomas Henry, Henry Membury und James Goodchild, und eine im Jugendalter verstorbene Tochter Elizabeth Mary.